# 유어초등학교 회룡분교
유어초등학교 회룡분교는 경상남도 창녕군 유어면 대대길 8 (대대리)에 있었던 분교이다.

## 연혁
- 1946.10.01 회룡공립국민학교로 개교(인가 9월 1일)
- 1959.11.21 신축 교사로 이전
- 1988.03.15 병설유치원 개원
- 1994.03.01 유어국민학교 회룡분교장
- 1996.03.01 유어초등학교 회룡분교장
- 1997.03.01 본교로 통합